# Métropole (intercommunalité française)
Pour la ville principale d'une région, voir Métropole. Pour les autres significations, voir Métropole (homonymie).
Pour un article plus général, voir Établissement public de coopération intercommunale.
En France, une métropole est un établissement public de coopération intercommunale (EPCI) à fiscalité propre créé par la loi de réforme des collectivités territoriales de 2010 et dont le statut est remanié par la loi de modernisation de l'action publique territoriale et d'affirmation des métropoles (loi MAPTAM) de 2014 et la loi portant nouvelle organisation territoriale de la République (loi NOTRe) de 2015.
La métropole est la forme la plus intégrée d'intercommunalité. Elle concerne des territoires de plus de 400 000 habitants qui sont soit situés dans une aire urbaine de plus de 650 000 habitants, soit chefs-lieux de région, soit au centre d'une zone d'emploi de plus de 400 000 habitants.
Au 1er janvier 2019, il existe vingt-et-une métropoles : dix-neuf métropoles de droit commun (Bordeaux, Brest, Clermont-Ferrand, Dijon, Grenoble, Lille, Metz, Montpellier, Nancy, Nantes, Nice, Orléans, Rennes, Rouen, Saint-Étienne, Strasbourg, Toulon, Toulouse et Tours) et deux métropoles à statut particulier (Aix-Marseille et le Grand Paris),. La métropole de Lyon, créée par la loi MAPTAM, est un cas particulier puisqu'il s'agit d'une collectivité territoriale à statut particulier et non d'une intercommunalité.
La création et le développement des métropoles répondent à l'objectif d'assurer aux territoires français les plus dynamiques économiquement une structure politique et administrative qui leur permette de répondre aux enjeux spécifiques qu'ils rencontrent. L'architecture institutionnelle métropolitaine doit permettre aux principales aires urbaines françaises d'atteindre une « taille critique » leur donnant les moyens de conduire des politiques publiques adaptées à leur taille réelle et à leurs ambitions, bénéficiant à terme à l'ensemble du pays. Dans cet objectif, l’État a mis en place une quinzaine de « pactes métropolitains » afin d'apporter des financements aux investissements de ces nouveaux groupements . Les métropoles sont représentées au niveau national par deux associations : France urbaine et l'Assemblée des Communautés de France.

## Historique
Les premières communautés urbaines ont été créées par la loi 66-1069 du 31 décembre 1966, pour plusieurs villes (Bordeaux, Lille, Lyon et Strasbourg). Les communautés urbaines étaient, jusqu'à la loi no 2010-1563 du 16 décembre 2010 de réforme des collectivités territoriales, la forme la plus intégrée des intercommunalités françaises.
Afin de résoudre le problème du « nombre et [de] l’enchevêtrement des compétences » des collectivités locales tel que posé par le président de la République Nicolas Sarkozy, le gouvernement Fillon prévoit dans son projet de loi de réforme des collectivités territoriales de 2009 la création d'une nouvelle collectivité territoriale à statut particulier, la métropole, dont il annonce qu'une dizaine d'entre elles seront créées d'office par des lois devant intervenir avant 2014. Ces métropoles doivent à l'origine absorber sur leur territoire l'ensemble des intercommunalités existantes, mais également le département, dont elles sont censées reprendre toutes les compétences. La région est par ailleurs incitée à confier à la métropole l'exercice de certaines attributions en son nom et pour son compte. L'objectif gouvernemental est alors de doter la France de pôles urbains de dimension européenne, vastes et puissants sur le plan économique, tout en engageant indirectement la disparition progressive de l'échelon départemental.
Finalement, la réforme adoptée par la loi du 16 décembre 2010 s'avère moins ambitieuse, puisque la métropole demeure un établissement public de coopération intercommunale (EPCI) créé sur la base du volontariat dans les agglomérations de plus de 500 000 habitants. Par ailleurs, les métropoles n'exercent de plein droit des compétences départementales que dans les domaines des transports scolaires, de la gestion des voies départementales et des zones d'activités, ainsi que de la promotion à l'étranger du territoire et de ses activités économiques.
La seule métropole créée sur la base de la loi de 2010 est la métropole Nice Côte d'Azur le 31 décembre 2011, par fusion de la communauté urbaine de Nice avec trois communautés de communes des Alpes-Maritimes.
En 2013, dans le cadre de l'Acte III de la décentralisation, le gouvernement Ayrault dépose un projet de loi de « modernisation de l'action publique territoriale et d'affirmation des métropoles ». Celui-ci, promulgué le 27 janvier 2014, prévoit plusieurs changements au statut des métropoles :
- le principe du volontariat est abandonné et les EPCI de plus de 400 000 habitants au sein d'une aire urbaine de 650 000 habitants sont automatiquement transformés en métropoles par décret le 1er janvier 2015 : Bordeaux, Grenoble, Lille, Nantes, Nice, Rennes, Rouen, Strasbourg, et Toulouse ;
- la métropole d'Aix-Marseille-Provence est créée le 1er janvier 2016 par le regroupement de différentes intercommunalités des Bouches-du-Rhône ;
- la métropole du Grand Paris est créée le 1er janvier 2016 et comprend Paris et l'ensemble des communes de la petite couronne ;
- la métropole de Lyon est créée le 1er janvier 2015 en remplacement de la communauté urbaine de Lyon mais est une collectivité territoriale, reprenant sur son territoire les compétences du conseil général du Rhône (et non pas un EPCI comme les autres métropoles).

La loi relative au statut de Paris et à l'aménagement métropolitain du 28 février 2017 élargit la possibilité de transformation en métropole à tous les EPCI de plus de 400 000 habitants, tous les EPCI qui sont centres d'une zone d'emplois de plus de 400 000 habitants et les EPCI de plus de 250 000 habitants ou comprenant dans leur périmètre, au 31 décembre 2015, le chef-lieu de région, centres d'une zone d'emplois de plus de 500 000 habitants, ce qui ouvre à la communauté urbaine du Grand Dijon, à Orléans Métropole, à la communauté urbaine Saint-Étienne Métropole, à la Métropole Toulon Provence Méditerranée, à la communauté urbaine Clermont Auvergne Métropole, à la communauté d'agglomération Metz Métropole et à la communauté d'agglomération de Tours la possibilité de devenir des métropoles,.
Ces 21 métropoles sont situées dans onze des douze régions actuelles de France métropolitaine :
- six des douze régions métropolitaines comptent chacune deux, trois ou quatre métropoles : les régions Grand Est (avec les métropoles de Strasbourg, Metz et Nancy), Bretagne (avec les métropoles de Rennes et Brest), Occitanie (avec les métropoles de Toulouse et Montpellier), Centre-Val de Loire (avec les métropoles de Tours et Orléans), Provence-Alpes-Côte d'Azur (avec les métropoles d'Aix-Marseille-Provence, Toulon et Nice) et la région Auvergne-Rhône-Alpes (avec les métropoles de Lyon, Clermont-Ferrand, Saint-Étienne et Grenoble, bien que celle de Lyon soit une collectivité territoriale et non une EPCI) ;
- la collectivité de Corse et les cinq régions d'outre-mer ne sont le siège d'aucune métropole.

Ne constituent pas des métropoles au sens de la loi les territoires intercommunaux au centre de l'unité urbaine de Douai-Lens, bien qu'elle compte plus de 400 000 habitants, d'une part parce que leurs intercommunalités (Communauté d'agglomération du Douaisis et Communaupole de Lens-Liévin) n'ont pas fusionnées et n'atteignent pas chacune les 400 000 habitants requis, et, d'autre part, car leur position au sein de leur région entre en concurrence directe avec une autre métropole proche (la métropole de Lille déjà créée) et ne sont pas considérées comme jouant un rôle stratégique au sein de leur région. Ne sont pas concernés non plus les territoires intercommunaux des agglomérations de Caen, Angers et Avignon, dont les aires urbaines correspondantes dépassent également le seuil des 400 000 habitants.
La multiplication des métropoles en France suscite toutefois de plus en plus de critiques : d'une part de nombreuses agglomérations ne pouvant devenir métropoles malgré un poids démographique permettant en principe de revendiquer ce statut se sentent lésées ; d'autre part le statut doit reconnaître aux agglomérations concernées un rayonnement européen dans les domaines de l'économie, des finances, des services, de la recherche universitaire, de la santé et de la culture. Or selon de nombreux économistes, géographes et même élus locaux, certaines agglomérations devenues métropoles (Orléans, Tours, Dijon, Metz, Nancy, Brest, Rouen, Clermont-Ferrand...) n'auraient pas de véritable dimension européenne. La France est par ailleurs sur le point de devenir le pays européen ayant reconnu le plus grand nombre de métropoles sur son territoire, ce qui tranche[réf. nécessaire] avec les analyses unanimes des géographes expliquant que la France ne parvient pas à créer de nouvelles métropoles européennes, du fait de la macrocéphalie parisienne. À cela s'ajouterait une complexification administrative, les départements se retrouvant en concurrence avec les métropoles dans de nombreux domaines de compétences, alors que la France est déjà souvent fustigée pour sa lourdeur administrative.[réf. nécessaire]

## Objectifs et champ d'application
La définition de la métropole, telle que modifiée par la loi du 27 janvier 2014, est :
« La métropole est un établissement public de coopération intercommunale à fiscalité propre regroupant plusieurs communes d’un seul tenant et sans enclave au sein d’un espace de solidarité pour élaborer et conduire ensemble un projet d’aménagement et de développement économique, écologique, éducatif, culturel et social de leur territoire afin d’en améliorer la cohésion et la compétitivité et de concourir à un développement durable et solidaire du territoire régional. Elle valorise les fonctions économiques métropolitaines, ses réseaux de transport et ses ressources universitaires, de recherche et d’innovation, dans un esprit de coopération régionale et interrégionale et avec le souci d’un développement territorial équilibré. »
— Article L. 5217-1 I du Code général des collectivités territoriales
Cette définition complète celle issue de la loi de 2010 en insistant sur le développement durable et solidaire, conjugué à la valorisation des fonctions métropolitaines en matière économique, de réseaux de transport et de ressources universitaires et de recherche.
Cette même loi rend obligatoire la création de certaines métropoles.
Sont désormais concernés par ce statut :
- automatiquement, les EPCI qui au 1er janvier 2015 comptent au moins 400 000 habitants au sein d'une aire urbaine d'au moins 650 000 habitants ;
- à la demande des deux tiers des communes membres représentant au moins la moitié de la population, ou de la moitié des communes membres représentant au moins les deux tiers de la population :
  - les EPCI qui comptent au moins 400 000 habitants et dans le périmètre duquel se trouve le chef-lieu de région ;
  - les EPCI centres d’une zone d’emplois de plus de 400 000 habitants ; dans ce cas, certains critères sont retenus pour l'obtention du statut tels que « les fonctions métropolitaines effectivement exercées sur le territoire » de l'EPCI, la présence de « fonctions de commandement stratégique de l'État » ou encore le « rôle en matière d’équilibre du territoire national »[16].

## Compétences
Contrairement aux communes qui conservent une clause générale de compétence, les établissements publics, et donc les métropoles, ne peuvent agir que dans le cadre de compétences qui leur sont déléguées, dont l'énumération est déterminée par la loi (principe de spécialité des compétences).
Les organismes qui ont délégué certaines de leurs compétences à la métropole ne peuvent plus légalement intervenir dans ces domaines.

### Compétences issues des communes
La métropole exerce de plein droit, en lieu et place des communes membres, les compétences suivantes :
- En matière de développement et d'aménagement économique, social et culturel :
  - Création, aménagement et gestion des zones d'activité industrielle, commerciale, tertiaire, artisanale, touristique, portuaire ou aéroportuaire ;
  - Actions de développement économique ainsi que participation au copilotage des pôles de compétitivité et au capital des sociétés d'accélération du transfert de technologie ;
  - Construction, aménagement, entretien et fonctionnement d'équipements culturels, socio-culturels, socio-éducatifs et sportifs d'intérêt métropolitain ;
  - Promotion du tourisme, dont la création d'offices de tourisme ;
  - Programme de soutien et d'aides aux établissements d'enseignement supérieur et de recherche et aux programmes de recherche, en tenant compte du schéma régional de l'enseignement supérieur, de la recherche et de l'innovation ;
- En matière d'aménagement de l'espace métropolitain :
  - Schéma de cohérence territoriale et schéma de secteur ; plan local d'urbanisme (PLU) ; définition, création et réalisation d'opérations d'aménagement d'intérêt métropolitain ; constitution de réserves foncières ; actions de valorisation du patrimoine naturel et paysager ;
  - Organisation des transports urbains ; création, aménagement et entretien de voirie ; signalisation ; parcs de stationnement ; abris de voyageurs ; plan de déplacements urbains (PDU) ;
  - Création, aménagement et entretien des espaces publics dédiés à tout mode de déplacement urbain ainsi qu'à leurs ouvrages accessoires ;
  - Participation à la gouvernance et à l'aménagement des gares situées sur le territoire métropolitain ;
  - Établissement, exploitation, acquisition et mise à disposition d'infrastructures et de réseaux de télécommunications
- En matière de politique locale de l'habitat :
  - Programme local de l'habitat (PLH) ;
  - Politique du logement ; aides financières et actions en faveur du logement social et des personnes défavorisées ;
  - Amélioration du parc immobilier bâti, réhabilitation et résorption de l'habitat insalubre ;
  - Aménagement, entretien et gestion des aires d'accueil des gens du voyage ;
- En matière de politique de la ville :
  - Dispositifs contractuels de développement urbain, de développement local et d'insertion économique et sociale ;
  - Dispositifs locaux de prévention de la délinquance et d'accès au droit ;
- En matière de gestion des services d'intérêt collectif :
  - Assainissement et eau ;
  - Création, gestion, extension et translation des cimetières et sites cinéraires d'intérêt métropolitain ainsi que création, gestion et extension des crématoriums ;
  - Abattoirs et marchés d'intérêt national ;
  - Services d'incendie et de secours ;
- En matière de protection et de mise en valeur de l'environnement et de politique du cadre de vie :
  - Collecte, élimination et valorisation des déchets des ménages et déchets assimilés ;
  - Lutte contre la pollution de l'air ;
  - Lutte contre les nuisances sonores ;
  - Contribution à la transition énergétique ;
  - Soutien aux actions de maîtrise de la demande d'énergie[17].
  - Élaboration et adoption du plan climat-énergie territorial ;
  - Concession de la distribution publique d'électricité et de gaz ;
  - Création, aménagement, entretien et gestion de réseaux de chaleur ou de froid urbains ;
  - Création et entretien des infrastructures de charge nécessaires à l'usage des véhicules électriques ou hybrides rechargeables ;
  - Gestion des milieux aquatiques et prévention des inondations ;
  - Autorité concessionnaire de l'État pour les plages ;

### Compétences issues des départements
Par convention passée avec le département, à la demande de celui-ci ou de la métropole, la métropole exerce à l'intérieur de son périmètre, en lieu et place du département, tout ou partie des compétences en matière :
- D'attribution des aides au titre du fonds de solidarité pour le logement ;
- De missions confiées au service public départemental d'action sociale ;
- D'adoption, adaptation et mise en œuvre du programme départemental d'insertion ;
- D'aide aux jeunes en difficulté ;
- D'actions de prévention spécialisée auprès des jeunes et des familles en difficulté ou en rupture avec leur milieu ;
- De gestion des routes classées dans le domaine public routier départemental ainsi que de leurs dépendances et accessoires ;
- De zones d'activités et promotion à l'étranger du territoire et de ses activités économiques ;

Le conseil départemental peut, à son initiative ou saisi d'une demande en ce sens du conseil d'une métropole, transférer à celle-ci, dans les limites de son territoire, les compétences suivantes :
- Les compétences exercées par le département en matière de développement économique ;
- Les compétences exercées par le département en matière de personnes âgées et d'action sociale, ou une partie d'entre elles ;
- La compétence en matière de construction, de reconstruction, d'aménagement, d'entretien et de fonctionnement des collèges ;
- Les compétences exercées par le département en matière de tourisme, en matière culturelle et en matière de construction, d'exploitation et d'entretien des équipements et infrastructures destinés à la pratique du sport, ou une partie d'entre elles ;

### Compétences issues des régions
Le conseil régional peut, à son initiative ou saisi d'une demande en ce sens du conseil d'une métropole, transférer à celle-ci, dans les limites de son territoire, les compétences suivantes :
- La compétence en matière de construction, de reconstruction, d'aménagement, d'entretien et de fonctionnement des lycées ;
- Les compétences exercées par la région en matière de développement économique, ou une partie d'entre elles ;

### Compétences dévolues par l'État
L'État peut déléguer, par convention, à la métropole qui en fait la demande, dès lors qu'elle dispose d'un programme local de l'habitat exécutoire :
- L'attribution des aides au logement locatif social et la notification aux bénéficiaires ainsi que, par délégation de l'Agence nationale de l'habitat, l'attribution des aides en faveur de l'habitat privé et la signature des conventions ;
- Sans dissociation possible, la garantie du droit à un logement décent et indépendant ;

L'État peut également déléguer, sur demande de la métropole, dès lors qu'elle dispose d'un programme de l'habitat exécutoire, tout ou partie des compétences suivantes :
- La mise en œuvre de la procédure de réquisition avec attributaire ;
- La gestion de la veille sociale, de l'accueil, de l'hébergement et de l'accompagnement au logement de toute personne ou famille sans domicile ou éprouvant des difficultés particulières d'accès au logement en raison de l'inadaptation de ses ressources ou de ses conditions d'existence, ainsi que le financement des organismes et dispositifs qui y contribuent ;
- L'élaboration, la contractualisation, le suivi et l'évaluation des conventions d'utilité sociale pour la partie concernant le territoire de la métropole ;
- La délivrance aux organismes d'habitations à loyer modéré des agréments d'aliénation de logements ;

L'État peut transférer à la métropole qui en fait la demande la propriété, l'aménagement, l'entretien et la gestion de grands équipements et infrastructures.

### Autres compétences
La métropole est associée de plein droit à l'élaboration, la révision et la modification des schémas et documents de planification en matière d'aménagement, de développement économique et d'innovation, de transports et d'environnement, d'enseignement supérieur et de recherche, dont la liste est fixée par décret en Conseil d'État et qui relèvent de la compétence de l'État, d'une collectivité territoriale ou de leurs établissements publics, lorsque ces schémas et documents ont une incidence ou un impact sur le territoire de la métropole.

## Création et fonctionnement

### Création
L'article L5217-1 du code général des collectivités territoriales fixe la procédure de création d'une métropole. Il distingue :
- les métropoles créées obligatoirement : les EPCI à fiscalité propre formant un ensemble de plus de 400 000 habitants dans une aire urbaine de plus de 650 000 habitants ont été transformés d'office en métropole le 1er janvier 2015. Il s'agit des métropoles de Lille, Bordeaux, Toulouse, Nantes, Rouen, Strasbourg, Grenoble et Rennes.
- les métropoles créées volontairement : les EPCI à fiscalité propre formant un ensemble de plus de 250 000 habitants, ou les EPCI qui sont centres d'une zone d'emplois de plus de 400 000 habitants ayant dans leur périmètre un chef-lieu de région, ou encore ou les EPCI accueillant dans le centre un chef-lieu de région avec une zone d'emplois de plus de 500 000 habitants[19].

Avant l'adoption de la loi MAPTAM en 2014, la création d'une métropole était ouverte aux communautés urbaines ou aux EPCI formant à la création de la métropole un ensemble d'au moins 500 000 habitants. Seule la métropole de Nice a utilisé cette possibilité.
À ces métropoles de droit commun s'ajoutent les métropoles d'Aix-Marseille-Provence et du Grand Paris dont la création est fixée par la loi au 1er janvier 2016.

### Fonctionnement
Une métropole est administrée par un conseil de la métropole. Le président est l'exécutif et le chef des services de la métropole. Il est entouré de vice-présidents et, éventuellement, de conseillers délégués qui composent, le bureau de la Métropole. 
Jusqu'aux élections municipales de 2014, les membres du conseil de la métropole étaient élus en leur sein, par les conseils municipaux des communes membres. 
À compter de cette date, chaque commune est représentée dans ce conseil par des représentants dont le nombre varie en fonction de l'importance de la population communale, défini aux articles L. 5211-6-1 et L. 5211-6-2 du code général des collectivités territoriales :
- commune de moins de 1 000 habitants : les représentants de la commune au conseil métropolitain sont les membres du conseil municipal désignés dans l'ordre du tableau[21]. Il n'y a donc pas d'élection directe de leurs représentants au conseil de la métropole dont elles sont membres, mais, en fonction du nombre de représentants attribués à la commune, le maire, des maires-adjoints et éventuellement des conseillers municipaux sont de droit membres du conseil métropolitain ;
- commune de plus de 1 000 habitants : les conseillers métropolitain sont élus lors des élections municipales, en même temps et sur la même liste de candidats que les conseillers municipaux. Les bulletins de vote de ces communes comprennent, dans leur partie gauche, la liste des candidats au conseil municipal, et, dans leur partie droite, la liste des candidats au conseil métropolitain[22].

## Ressources et fiscalité
Sur les plans financier et fiscal, la métropole est soumise au droit commun des EPCI.
Toutefois, des dispositifs d’unification du foncier bâti et l’instauration d’une DGF globalisée sont prévus au profit de la métropole, sous réserve de l'accord unanime de l’ensemble des conseils municipaux des communes membres de la métropole, ce qui sera sans doute rarement mis en œuvre en pratique.

## Liste des métropoles
On compte aujourd'hui en France vingt-et-une métropoles reconnues officiellement :
| Nom                                | Siège            | Date de création | Nombre de communes | Population (der. pop. légale) | Superficie (km2) | Densité (hab./km2) | Président                        | Remarques |
| ---------------------------------- | ---------------- | ---------------- | ------------------ | ----------------------------- | ---------------- | ------------------ | -------------------------------- | --- |
| Bordeaux Métropole                 | Bordeaux         | 1er janvier 2015 | 28                 | 831 534                       | 578,30           | 1 438              | Christine Bost (PS)              | Créée par transformation de la communauté urbaine préexistante. |
| Brest Métropole                    | Brest            | 1er janvier 2015 | 8                  | 211 920                       | 218,40           | 971                | François Cuillandre (PS)         | Créée par transformation de la communauté urbaine préexistante. |
| Clermont Auvergne Métropole        | Clermont-Ferrand | 1er janvier 2018 | 21                 | 295 821                       | 300,60           | 984                | Olivier Bianchi (PS)             | Créée par transformation de la communauté urbaine préexistante. |
| Dijon Métropole                    | Dijon            | 28 avril 2017    | 23                 | 257 193                       | 240,0            | 1 072              | François Rebsamen (PS)           | Créée par transformation de la communauté urbaine préexistante. |
| Grenoble-Alpes Métropole           | Grenoble         | 1er janvier 2015 | 49                 | 449 488                       | 545,50           | 824                | Christophe Ferrari (DVG)         | Créée par transformation de la communauté d'agglomération préexistante. |
| Métropole européenne de Lille      | Lille            | 1er janvier 2015 | 95                 | 1 187 907                     | 671,90           | 1 768              | Damien Castelain (SE)            | Créée par transformation de la communauté urbaine préexistante. |
| Eurométropole de Metz              | Metz             | 1er janvier 2018 | 46                 | 228 999                       | 324,10           | 707                | François Grosdidier (LR)         | Créée par transformation de la communauté d'agglomération préexistante. |
| Montpellier Méditerranée Métropole | Montpellier      | 1er janvier 2015 | 31                 | 507 526                       | 421,80           | 1 203              | Michaël Delafosse (PS)           | Créée par transformation de la communauté d'agglomération préexistante. |
| Métropole du Grand Nancy           | Nancy            | 1er juillet 2016 | 20                 | 256 928                       | 142,30           | 1 806              | Mathieu Klein (PS)               | Créée par transformation de la communauté urbaine préexistante. |
| Nantes Métropole                   | Nantes           | 1er janvier 2015 | 24                 | 677 879                       | 523,40           | 1 295              | Johanna Rolland (PS)             | Créée par transformation de la communauté urbaine préexistante. |
| Métropole Nice Côte d'Azur         | Nice             | 31 décembre 2011 | 51                 | 560 351                       | 1 479,70         | 379                | Christian Estrosi (LFA-Horizons) | Seule métropole créée en vertu de la loi de 2010, par fusion de la communauté urbaine Nice Côte d'Azur avec les communautés de communes de La Tinée, des stations du Mercantour, de Vésubie-Mercantour et la commune de La Tour. Transformée en métropole identique aux autres au 1er janvier 2015. |
| Orléans Métropole                  | Orléans          | 1er mai 2017     | 22                 | 292 001                       | 334,30           | 873                | Serge Grouard (LR)               | Créée par transformation de la communauté urbaine préexistante. |
| Rennes Métropole                   | Rennes           | 1er janvier 2015 | 43                 | 467 858                       | 705,0            | 664                | Nathalie Appéré (PS)             | Créée par transformation de la communauté d'agglomération préexistante. |
| Métropole Rouen Normandie          | Rouen            | 1er janvier 2015 | 71                 | 497 225                       | 663,80           | 749                | Nicolas Mayer-Rossignol (PS)     | Créée par transformation de la communauté d'agglomération préexistante. |
| Saint-Étienne Métropole            | Saint-Étienne    | 1er janvier 2018 | 53                 | 406 257                       | 723,50           | 562                | Gaël Perdriau (LR)               | Créée par transformation de la communauté urbaine préexistante. |
| Eurométropole de Strasbourg        | Strasbourg       | 1er janvier 2015 | 33                 | 514 651                       | 337,60           | 1 524              | Pia Imbs (DVC)                   | Créée par transformation de la communauté urbaine préexistante. |
| Toulon-Provence-Méditerranée       | Toulon           | 1er janvier 2018 | 12                 | 447 804                       | 366,40           | 1 222              | Jean-Pierre Giran (LR)           | Créée par transformation de la communauté d'agglomération préexistante. |
| Toulouse Métropole                 | Toulouse         | 1er janvier 2015 | 37                 | 818 491                       | 458,20           | 1 787              | Jean-Luc Moudenc (LR)            | Créée par transformation de la communauté urbaine préexistante. |
| Tours Métropole Val de Loire       | Tours            | 20 mars 2017     | 22                 | 297 273                       | 389,20           | 764                | Frédéric Augis (LR)              | Créée par transformation de la communauté urbaine préexistante. |

| Nom                                | Siège     | Date de création | Nombre de communes | Population (der. pop. légale) | Superficie (km2) | Densité (hab./km2) | Président           | Remarques |
| ---------------------------------- | --------- | ---------------- | ------------------ | ----------------------------- | ---------------- | ------------------ | ------------------- | --- |
| Métropole d'Aix-Marseille-Provence | Marseille | 1er janvier 2016 | 92                 | 1 911 311                     | 3 149,20         | 607                | Martine Vassal (LR) | Créée par fusion de la communauté urbaine Marseille Provence Métropole, des communautés d'agglomération du Pays d'Aix, Agglopole Provence, d'Aubagne et de l'Étoile, du Pays de Martigues et du Syndicat d'agglomération nouvelle Ouest Provence. |
| Métropole du Grand Paris           | Paris     | 1er janvier 2016 | 130                | 7 103 801                     | 814,20           | 8 725              | Patrick Ollier (LR) | Elle est composée de la Ville de Paris, de l'ensemble des 123 communes des départements de la petite couronne ainsi que des communes d'Argenteuil, Athis-Mons, Juvisy-sur-Orge, Morangis, Paray-Vieille-Poste, Savigny-sur-Orge et Viry-Châtillon |

Bien qu'elle porte le nom de « métropole », la métropole de Lyon (entité fondée le 1er janvier 2015, regroupant 58 communes et 1 433 613 habitants, sur une superficie de 533,68 km2, pour une densité de 2 686,2 hab./km2), n'est en fait pas un établissement public de coopération intercommunale, mais une collectivité territoriale à statut particulier qui ne dépend donc pas, juridiquement, des dispositions exposées ici.